# 무네치카 게이
무네치카 게이(일본어: 宗近 慧, 1992년 5월 29일 ~ )는 일본의 축구 선수이다.

## 구단 경력
그는 2015년부터 2024년까지 J리그의 YSCC 요코하마, 가마타마레 사누키에서 활동하였다.